# Getu Feleke

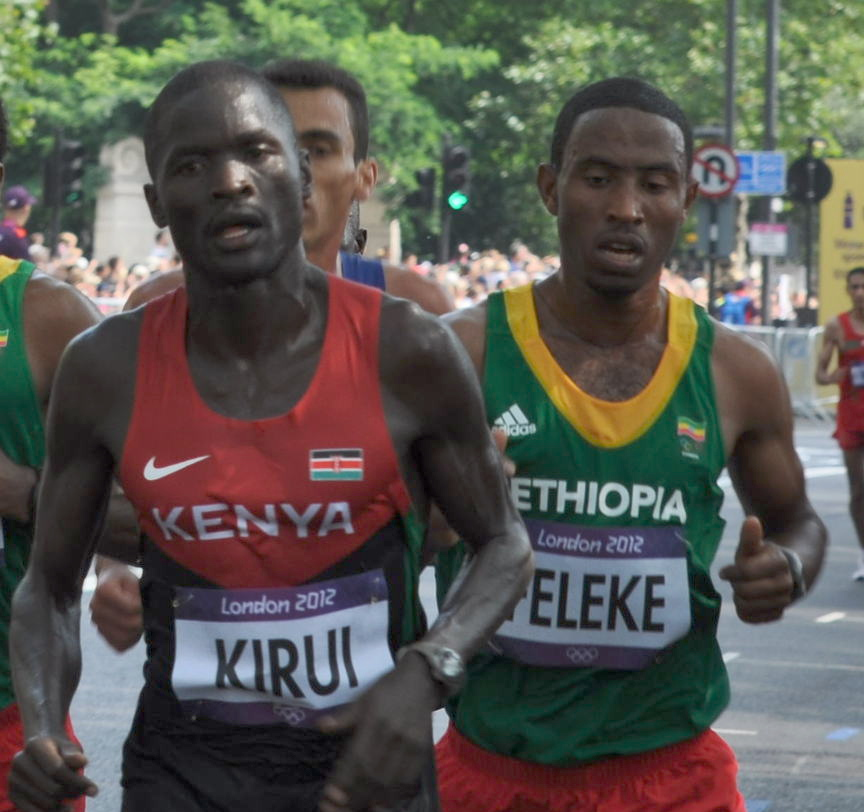
Getu Feleke (rechts) beim olympischen Marathon 2012

Getu Feleke (* 28. November 1986) ist ein äthiopischer Langstreckenläufer, der sich auf Straßenläufe spezialisiert hat.
2009 wurde er Vierter beim CPC Loop, Dritter beim Dam tot Damloop und Achter beim Amsterdam-Marathon. Im Jahr darauf wurde er jeweils Vierter beim RAK-Halbmarathon sowie beim Prag-Marathon und stellte beim Amsterdam-Marathon einen Streckenrekord auf. Am 13. April 2014 markierte Feleke beim Vienna City Marathon einen weiteren Streckenrekord.

## Persönliche Bestzeiten
- Halbmarathon: 59:56 min, 19. Februar 2010, Ra’s al-Chaima
- Marathon: 2:04:50 h, 15. April 2012, Rotterdam